# مجزرة قانا 1996
مجزرة قانا الأولى في 18 أبريل 1996 وقعت في مركز قيادة فيجي التابع لقوات اليونيفل في قرية قانا جنوب لبنان، حيث قامت قوات الاحتلال الإسرائيلي بقصف المقر بعد لجوء المدنيين إليه هربا من عملية عناقيد الغضب التي شنتها إسرائيل على لبنان، أدى قصف المقر إلى استشهاد 106 من المدنيين وإصابة الكثير بجروح. وقد اجتمع أعضاء مجلس الأمن للتصويت على قرار يدين إسرائيل ولكن الولايات المتحدة أجهضت القرار باستخدام حق النقض الفيتو.

## وقائع المجزرة
في الثامن عشر من نيسان عام 1996م، وبعد الثانية ظهراً بقليل أطلقت المدفعية الإسرائيلية نيرانها على مجمع مقر الكتيبة (الفيجية) التابعة لقوة الأمم المتحدة المؤقتة في لبنان، في ذلك الوقت كان ما يزيد على 800 مدني لبناني قد لجؤوا إلى المجمع طلباً للمأوى والحماية فتناثرت أشلاء ما يقرب من 250 قتيلاً وجريحاً، حمل 18 منهم لقب مجهول يوم دفنه.

## خلفية عن المجرزة
في أبريل/نيسانِ 1996، خرقت إسرائيل اتفاق أيار / مايو 1993، وبدأت عملية عناقيد الغضب بهدف ضرب المقاومة اللبنانية ومحاولة القضاء عليها. في حين كان ينص الاتفاق على أن أي اعتداء على المدنيين لدى إي طرف، يسمح للطرف الآخر بالرد فورا وبالوسائل التي يراها مناسبة.
قامت إسرائيل بغارات جوية على أهداف تضمنت قاذفات الكاتيوشا وتجهيزات لحزب الله، ومواقع للجيش السوري، وحاصرت موانئ بيروت وصيدا وصور، وهاجمت محطة الطاقة الكهربائيةَ في منطقة الجمهور. وكان تركيز القصف على الجنوب معقل المقاومة مما دفع أهل القرى إلى النزوح شمالاً وأخلي ما يزيد على 100 قرية، وبعض من بقي من أهلها التجأ أيام القصف المكثف إلى مراكز هيئة الأمم المتحدة العاملة في الجوار طلباً للمأوى والحماية.
ومع استمرار القصف الإسرائيلي لقرى الجنوب والبقاع الغربي وضواحي بيروت ردت المقاومة الإسلامية لتقصف مواقع الإسرائيلية فيما أعلن الأمين العام لحزب الله أن المقاومة سترد بقوة على الاعتداء. وردت المقاومة بالمثل وطالت صواريخها المستوطنات الشمالية، ثم بدأت إسرائيل بقصف المدنيين العزل واستهدافهم، وكذلك البنى التحتية، واقترف المجازر بحق اللبنانيين عامة والجنوبيين خاصة. حيث نفذت الطائرات الإسرائيلية أكثر من 1100 غارة جوية على لبنان وأطلقت أكثر من 25 ألف قذيفة.

## أحداث المجزرة
اجبر مجموعة من اهالي المدنيين من بلدات: قانا، جبال البطم، صديقين، رشكنانيه، حاريص، والقليلة اللجوء إلى معسكر للأمم المتحدة في بلدة قانا، وهي إحدى أكبر البلدات الجنوبية في صور، لحماية حياة الأطفال والنساء والشيوخ، ظنا منهم ان القوات الإسرائيلية لا تقصف مراكز قوات الطوارئ الدولية.ان هذا الموقع سيكون بمنأى عن نيران إسرائيل، احتراما لعلم الامم المتحدة.
ولكن في الساعة الثانية بعد ظهر 18 نيسان1996 اطلقت المدفعية الإسرائيلية المتمركزة على الحدود اللبنانية ـ الإسرائيلية بعيدة المدى من عيار 155 ملم، 17 قذيفة على القاعدة المترامية الاطراف لقوة حفظ السلام الدولية في قانا الكبيرة، انفجرت بعض القذائف قبل ارتطامه بالأرض وعلى ارتفاع حوالي سبعة أمتار منها، في الجو فوق الهدف. وانفجر الباقي مع ارتطامه بالأرض.
وادى ذلك إلى قتل أكثر من 100 من الأطفال والنساء والرجال الذين كانوا لجأوا هناك. واصيب بعض الناجين بجروح فظيعة ووصلوا إلى المستشفيات المحلية باجساد مشوهة ومحروقة ومصابة بشظايا. ويرجع العدد المرتفع للضحايا إلى نوع القذائف التي كانت اكثرها من القذائف التي تنفجر في الجو فوق الهدف.

## تحقيق الأمم المتحدة
صرح شمعون بيريز رئيس الوزراء الإسرائيلي «أن الجيش الإسرائيلي لم يكن على علم بوجود مدنيين في مقر الأمم المتحدة»، إلا أن الجنرال موشيه ايلون رئيس الاستخبارات العسكرية قال «أن ضباط الجيش الإسرائيلي علموا بوجود لاجئين مدنيين في مركز الأمم المتحدة».
أجرى الجنرال المستشار العسكري الهولندي في الأمم المتحدة تحقيقا رسميا في موقع المجزرة، ورفع تقريره بتاريخ 1 أيار 1996 إلى الأمين العام للأمم المتحدة بطرس بطرس غالي وجاء فيه«استحالة أن يكون قصف القاعدة التابعة لليونيفيل في قانا نتيجة خطأ تقني أو اجرائي فادح كما ادعى ذلك مسؤولون في الجيش الإسرائيلي» و «كانت هناك أدلة مهمة على انفجار قذائف مدفعية، مزودة بصواعق تفجير عند الاقتراب من الهدف، فوق المجمع مباشرة، وتغطيتها لجزء كبير من مساحته. وعلى رغم أن عدد القذائف لا يمكن أن يحدد بالضبط، فان الأدلة المتوفرة تشير إلى أن ثماني قذائف من هذا النوع انفجرت فوق المجمع ولم تنفجر سوى قذيفة واحدة خارجه».
وأشار في تقريره إلى احتمال أن يكون مسؤولوا الجيش الإسرائيلي ممن هم في مركز من مستويات القيادة متورطين بإصدار الاوامر بقصف القاعدة التي كانوا يعلمون إنها تأوي المئات من المدنيين العزل.
أجرت عدة منظمات عالمية مهتمة بحقوق الإنسان تحقيقات حول المجزرة، وكانت النتائج أن القصف كان متعمدا وعلى علم بوجود المدنيين في مقر اليونيفيل وليس نتيجة الخطأ التقني الذي ادعته إسرائيل.
لكن رفضت وزارة الخارجية الإسرائيلية تقرير الأمم المتحدة وتقارير المنظمات الدولية الأخرى حول اتهام إسرائيل بارتكاب المجزرة عن قصد وزعمت كذبا وحملت حزب الله المسؤولية عن المجزرة، وعبرت أن هذا التقرير غير الدقيق والمنحاز هو تقرير مضلل.
وعبّر الرئيس الاميركي بيل كلينتون عن دعمه لإسرائيل، واعتبر ان هذه المجزرة كانت خطأ من نوع الاخطاء التي تحدث في الحروب، قائلا:«ان للإسرائيليين الحق في الدفاع عن انفسهم».
ولكن الجمعية العامة للأمم المتحدة وجهت في 25 نيسان 1996 صفعة قوية للرئيس كلينتون واقرت بان إسرائيل انتهكت القوانين الدولية المتعلقة بحماية المدنيين خلال الحرب.
وفي خضم الجدل الدولي، اعترف بيريز بمسؤولية الجيش وضباطه عن المجزرة وتحمل علنا المسؤولية عنها. وفي الوقت نفسه شن هجوما على الأمم المتحدة لنشرها التقرير الذي أظهر بأن إسرائيل استهدفت المدنيين بشكل متعمد.
وقد اجتمع أعضاء مجلس الأمن للتصويت على قرار يدين "إسرائيل” ولكن الولايات المتحدة أجهضت القرار باستخدام حق النقض الفيتو.
وكان موقف الإدارة الاميركية منحاز تماما لسياسة إسرائيل.

## طالع ايضاً
- عملية عناقيد الغضب
- مجزرة قانا 2006